# Meinoud Rost van Tonningen
Meinoud Rost van Tonningen (Surabaya, 19 de febrero de 1894-Scheveningen, 6 de junio de 1945) fue un político neerlandés, miembro del NSB, colaborador con la ocupación nazi durante la Segunda Guerra Mundial.

## Biografía
Nació el 19 de febrero de 1894 en Surabaya, en las Indias Orientales (actual Indonesia).
Trabajó en la Liga de las Naciones hasta 1936, estando destinado en Viena; Rost van Tonningen, que se afilió ese mismo año al Movimiento Nacional Socialista en los Países Bajos (NSB), fue un entusiasta defensor de la deriva de germanización del partido liderado por Anton Mussert. Van Tonningen ya había entrado en contacto en Austria con el movimiento fascista del canciller Engelbert Dollfuß, y más adelante se vio atraído por la Alemania nazi. De hecho, asistió como invitado especial a los congresos del Partido nazi en Núremberg entre 1936 y 1938.
Destacado promotor del antisemitismo dentro de los fascistas holandeses, tras el comienzo de la Segunda Guerra Mundial, se convirtió en un importante colaborador con la ocupación nazi de los Países Bajos, llegando incluso a hacerse amigo de Heinrich Himmler. En marzo de 1941 las autoridades nazis le nombraron secretario general de Hacienda y presidente del Banco de los Países Bajos, sucediendo a Leonardus Trip. Como secretario de Hacienda, van Tonningen participó en la fundación de la Nederlandse Oost Compagnie (NOC), una pequeña organización que debía fomentar el asentamiento de agricultores holandeses en los territorios ocupados por los alemanes en la Unión Soviética, especialmente en el "Reichskommissariat Ukraine". Sin embargo, este proyecto fue un fracaso absoluto y nunca logró prosperar debido a la falta de capital y de potenciales colonos, ya que de hecho sólo 200 holandeses se llegaron a establecer en Ucrania.
Falleció el 6 de junio de 1945 en el distrito de Scheveningen (La Haya). La versión oficial sostiene que se suicidó, saltando desde la ventana de la habitación en donde se encontraba recluido; anteriormente ya había intentado suicidarse una vez.